# Isaiah Parente
Isaiah Parente (Medina, 16 de marzo de 2000) es un futbolista profesional estadounidense que juega como centrocampista en Los Ángeles Galaxy de la Major League Soccer.

## Trayectoria

### Carrera universitaria
Parente formó parte de la academia Columbus Crew entre 2015 y 2018, haciendo un total de 68 apariciones y anotando 15 goles. En 2018, Parente fue a jugar fútbol universitario en la  Universidad de Wake Forest, eligiendo Wake Forest sobre Duke, Clemson, Akron, Ohio State y Pitt. Durante su tiempo con los Demon Deacons, Parente hizo 50 apariciones, anotando 3 goles y sumando 19 asistencias.
Durante 2019, Parente también jugó para el Flint City Bucks de la USL League Two, que ganó el campeonato de la liga.

### Carrera profesional
Parente fue anunciado como jugador local contratado por Columbus Crew el 11 de enero de 2021.
Parente hizo su debut profesional el 8 de abril de 2021, apareciendo como suplente en el minuto 77 durante la victoria por 4-0 contra Real Estelí en los octavos de final de la Liga de Campeones de la CONCACAF.

## Clubes
| Club               | País           | Año           |
| ------------------ | -------------- | ------------- |
| Flint City Bucks   | Estados Unidos | 2019          |
| Columbus Crew      | Estados Unidos | 2021-2023     |
| Columbus Crew 2    | Estados Unidos | 2022-2023     |
| Los Ángeles Galaxy | Estados Unidos | 2024-presente |

## Palmarés

### Títulos nacionales
| Título              | Equipo       | País           | Año  |
| ------------------- | ------------ | -------------- | ---- |
| Major League Soccer | L. A. Galaxy | Estados Unidos | 2024 |